# Nor-Alta Aviation
Nor-Alta Aviation — чартерна авіакомпанія Канади зі штаб-квартирою в місті Форт-Вермілліон (провінція Альберта), що працює на ринку повітряних перевезень північній частині провінції і забезпечує перевезення мобільних груп швидкої медичної допомоги (санітарна авіація) по тривалому угоди з урядом Альберти.
Головними транзитними вузлами (хабами) авіакомпанії є Аеропорт Форт-Вермілліон і Аеропорт Хай-Левел.

## Історія
Авіакомпанія Little Red Air Service була заснована в 1986 році і спочатку перебувала у власності керуючій компанії Little Red River Cree Nation асоціації народу крі. Компанія створювалася для забезпечення чартерних повітряних перевезень та надання послуг санітарної авіації між місцевими громадами Фокс-Лейк, Джон Дьор Прейрі і Гарден-Рівер в провінції Альберта. У міру свого зростання авіакомпанія почала виходити на ринок авіаперевезень у всій північній частині провінції, а також в населені пункти західній частині Канади. Пізніше уряд Альберти підписав з керівництвом перевізника контракт на надання послуг санітарної авіації з міста Форт-Вермілліон, що діє протягом тривалого часу.
У 2004 році на базі керуючого холдингу було створено комерційний підрозділ Nor-Alta Aviation Leasing Inc., основним завданням якого стало придбання в сухий лізинг літаків для розширення повітряного флоту авіакомпанії і, відповідно, збільшення переліку послуг з перевезення пасажирів і вантажів. У 2006 році перевізник і лізингова група уклали договір про колективному управлінні активами і наприкінці того ж року Nor-Alta Aviation Leasing Inc. приступила до придбання активів Little Red Air Service (угода об'єднання компаній шляхом їх зворотного поглинання). Нова об'єднана компанія перейшла у власність місцевих бізнесменів з сусідньої громади Ла-Крит і змінила свою офіційну назву на чинне в даний час Nor-Alta Aviation. Об'єднана компанія зберегла всі колишні сфери діяльності, включаючи чартерні пасажирські, вантажні перевезення і роботу в режимі санітарної авіації в північній частині провінції Альберта.

## Пункти призначення

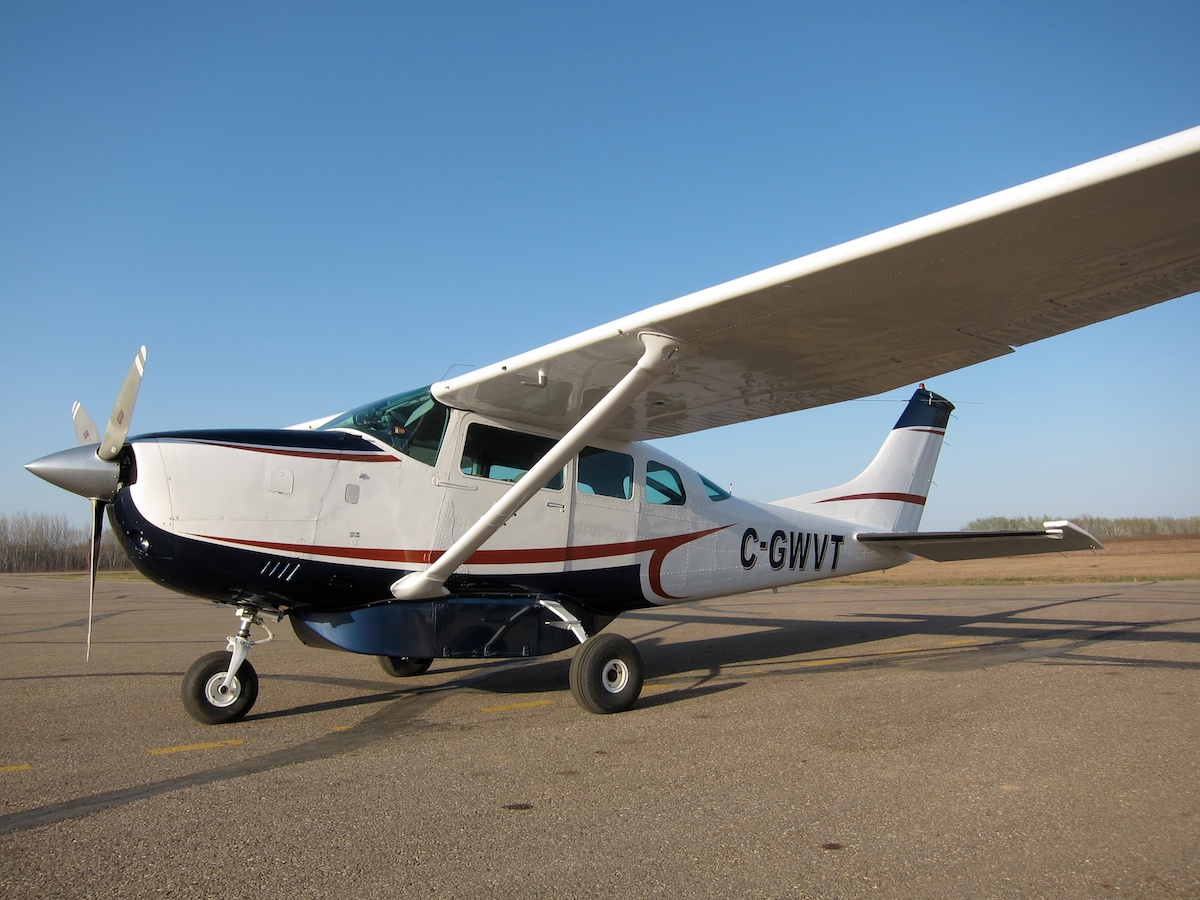
Cessna 206 авіакомпанії Nor-Alta Aviation в аеропорту Форт-Вермілліон

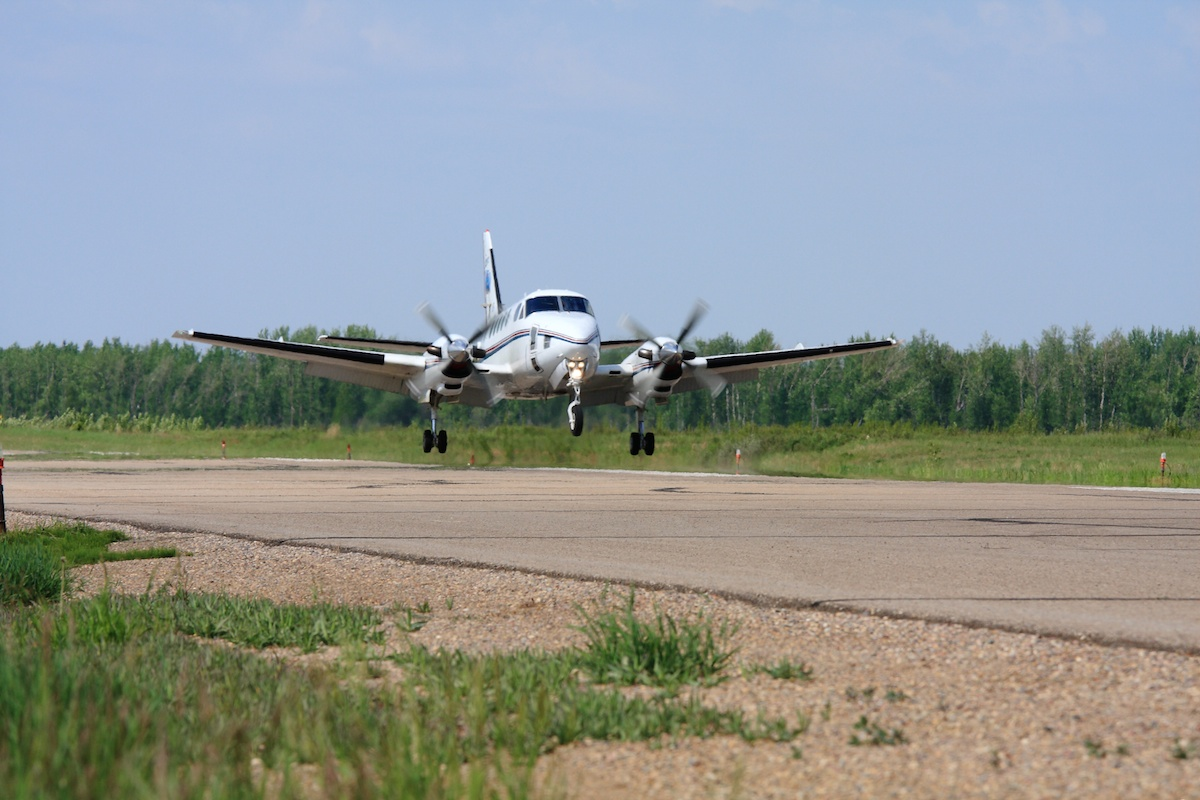
Посадка King Air A100 авіакомпанії Nor-Alta Aviation в аеропорту Форт-Вермілліона

Авіакомпанія Nor-Alta Aviation в даному періоді не здійснює регулярних пасажирських перевезень. Основними пунктами призначення в мережі чартерних рейсів компанії є невеликі населені пункти громади Літтл-Ред-Рівер і міста провінції, такі як Форт-Хіпевян, Форт-Макмюррей, Гранд-Прейрі та Едмонтон.

## Флот
Станом на січень 2011 року повітряний флот авіакомпанії Nor-Alta Aviation складали наступні літаки: